# Кендалл (округ, Техас)
Округ Ке́ндалл (англ. Kendall County) — округ штата Техас Соединённых Штатов Америки. На 2000 год в нём проживало 23 748 человек. По оценке бюро переписи населения США в 2009 году население округа составляло 34 053 человек. Окружным центром является город Берне.

## История
Округ Кендалл был сформирован в 1862 году. Он был назван в честь Джорджа Кендалла, военного корреспондента в Американо-мексиканской войне.

## География
По данным бюро переписи населения США площадь округа Кендалл составляет 1717 км², из которых 1716 км² — суша, а 2 км² — водная поверхность (0,09 %).

### Основные шоссе
- Межштатная автомагистраль I-10
- Шоссе 87
- Автострада 46

### Соседние округа
- Гиллеспи (север)
- Бланко (северо-восток)
- Комал (юго-восток)
- Бэр (юг)
- Бандера (юго-запад)
- Керр (запад)